# Edward Kindlarski
Edward Józef Kindlarski (ur. 14 października 1943 w Nadolanach, zm. 15 marca 1996) – inżynier, profesor Politechniki Warszawskiej, wykładowca, specjalista zarządzania jakością (TQM), organizacji zarządzania produkcji.

## Życiorys
Urodził się 14 października 1943 w Nadolanach jako syn Jana (zm. 1947) i Józefy, z domu Balwierczak (zm. 1990). U kresu II wojny światowej rodzina przeniosła się do Sanoka. Braćmi Edwarda Kindlarskiego był Wiesław (starszy o 10 lat) i Jan Adamski (ur. 1953, z drugiego małżeństwa matki). W Sanoku rodzina zamieszkiwała przy ulicy Emilii Plater 6. Edward Kindlarski w 1961 ukończył Liceum Ogólnokształcące Męskie w Sanoku. W 1961 rozpoczął studia na Wydziale Mechanicznym Technologicznym Politechniki Warszawskiej. Podczas studiów działał w kole naukowym oraz w Zrzeszeniu Studentów Polskich. Studia inżynieryjno-ekonomiczne ukończył w 1967 i uzyskał tytuł magistra inżyniera mechanika w zakresie organizacji i ekonomiki budowy maszyn na podstawie pracy dyplomowej pt. „Organizacja kontroli technicznej – zastosowanie statystycznej kontroli jakości w Warszawskiej Fabryce Wagonów Metalowych”, za którą otrzymał wyróżnienie pierwszego stopnia w III Ogólnopolskim Konkursie na najlepszą pracę dyplomową studentów uczelni technicznych. W 1967 został asystentem na Politechnice Warszawskiej, prowadził zajęcia ze studentami i pracę badawczą. W 1975 uzyskał stopień doktora nauk technicznych na Wydziale Mechanicznym Technologicznym za pracę pt. „Planowanie dynamiki jakości wyrobu w okresie rozruchu produkcji”, a ponadto otrzymał za nią nagrodę III stopnia od Ministra Nauk, Szkolnictwa Wyższego i Techniki. W 1985 uzyskał stopień doktora habilitowanego za pracę pt. „Organizacyjne problemy jakości wyrobów w przedsiębiorstwie przemysłu elektromaszynowego”, a ponadto otrzymał za nią nagrodę III stopnia od Ministra Nauk, Szkolnictwa Wyższego i Techniki. 1 listopada 1991 za całokształt pracy naukowej i dydaktycznej uzyskał tytuł profesora nadzwyczajnego na Politechnice Warszawskiej, a 24 lutego 1993 postanowieniem Prezydenta RP Lecha Wałęsy otrzymał tytuł profesora nauk technicznych. Odbył staże naukowe w Institute of Technology w New Jersey oraz w University of Birmingham.
Przez niespełna 30 lat pracy naukowej na Politechnice Warszawskiej opublikował ok. 100 publikacji, w tym 11 książek (7 jako samodzielny autor, 4 jako współautor), był autorem opracowań i artykułów w pismach fachowych polskich i zagranicznych. Za monografię pt. Jakość wyrobów z 1988 otrzymał nagrodę indywidualną I stopnia Ministra Edukacji Narodowej w 1989. Poza pracą dydaktyczną na Politechnice Warszawskiej (gdzie był promotorem ponad 50 prac magisterskich i 6 przewodów doktorskich), prowadził wykłady na Uniwersytecie Warszawskim, Politechnice Poznańskiej i Wyższej Szkole Zarządzania. Zakres jego pracy badawczej i dydaktycznej oscylował wokół dziedzin zarządzania jakością, organizacji zarządzania produkcji, TQM (był jednym z prekursorów wdrażania w polskich organizacjach TQM), problematyka jakości wyrobów, problematyka inżynierii jakości, metody i techniki organizatorskie, wykresy Ishikawy. Brał udział w konferencjach i seminariach naukowych oraz organizował je, wygłaszał referaty, przedstawiał wyniki swoich prac. Z własnego wyboru nie przyjął funkcji administracyjnej na uczelniach. Był kierownikiem Zakładu Systemów Zapewnienia Jakości na Wydziale Inżynierii Produkcji Politechniki Warszawskiej. Ponadto działał w Rektorskiej Komisji ds. Oceny Grantów Rektorskich, Radzie Programowej Międzynarodowej Szkoły Zarządzania w Politechnice Warszawskiej, Komisji Jakości SIMP i TNOiK, Komitecie Jakości przy Krajowej Izbie Gospodarczej (1994).
Obok pracy badawczej jako naukowiec, działał we wdrożeniowej sferze praktycznej. Od 1977 do 1991 był doradcą do spraw jakości i organizacji produkcji w Warszawskich Zakładach Telewizyjnych, od 1992 był doradcą w sprawach jakości dyrektora generalnego Fabryki Samochodów Osobowych. W 1995 został ekspertem w międzynarodowym zespole utworzonym do oceny i prowadzenia rokowań z koreańskim koncernem Daewoo. W latach 1986–1990 był kierownikiem programu "Wybrane zagadnienia jakości wyrobów w przedsiębiorstwach i zapleczu naukowo - badawczym przemysłu elektromaszynowego" w CPBP 02.02. Od 1988 z ramienia ONZ pełnił funkcję eksperta International Trade Centre UNCTAD/GATT w Genewie. W 1983 otrzymał nagrodę specjalną w Konkursie Mistrz Techniki.
Z jego inicjatywy w 1994 powstał Komitet Jakości przy Krajowej Izbie Gospodarczej w Warszawie, skupiający pracowników nauki zajmujących się jakością oraz pracowników przemysłu. W efekcie została stworzona Polska Nagroda Jakości w 1995.
Edward Kindlarski zmarł śmiercią tragiczną 15 marca 1996 i został pochowany na cmentarzu w Gołąbkach. 24 września 1997 Komitet Polskiej Nagrody Jakości ustanowił Polską Indywidualną Nagrodę Jakości im. prof. Edwarda Kindlarskiego, przyznawaną osobom, które wnoszą znaczący wkład w rozwój koncepcji Zarządzania przez Jakość (Total Quality Management) w polskich uwarunkowaniach.

## Publikacje
- Planowanie dynamiki jakości wyrobu w okresie rozruchu produkcji (1975)
- Jakość wyrobów w USA (1985)
- Kształtowanie jakości wyrobu w okresie rozruchu produkcji (1985)
- Organizacyjne problemy jakości wyrobów w przedsiębiorstwie (1985)
- Jakość wyrobów (1988)
- Seria artykułów - Zarządzanie przez jakość [TQM]
- Kontrola i sterowanie jakością (1991)
- Zarządzanie przez jakość w Japonii i USA: efektywność jakości, nowa filozofia jakości, potrzeba jakości totalnej (1993)
- Zarządzanie przez jakość w polskich przedsiębiorstwach (firmach): krajowe warunki stymulacji jakości, relacje pomiędzy TQM i systemem jakości wg ISO 9000,
- praktyczne aspekty wdrażania TQM (1993)
- Wykresy Ishikawy i Pareto: charakterystyka metod, przykłady praktycznych zastosowań do analizy problemów jakościowych (1993)
- Podstawy zarządzania przez jakość (TQM) (1994)